# Kjerstin Sikström
Kjerstin Sikström, född 21 juli 1946 i Esbo, är en finländsk skolledare och kördirigent. Hon är dotter till Immanuel Sikström. 
Sikström studerade vid Sibelius-Akademin och avlade kantor-organistexamen 1970, diplomexamen i sång 1976 och musikdirektörsexamen 1977. Hon blev 1971 biträdande kantor-organist i Esbo svenska församling och 1975 rektor för Musikinstitutet Kungsvägen. Hon har framträtt som kördirigent, framför allt med flickkören Serenakören.